# Sins Expiation
Sins Expiation es una película de acción y suspenso de 2012, dirigida por Carlo Fusco, escrita por Christian Repici, musicalizada por Aldo Azzaro, Rosario Giacchi, Antonio Ottaiano y Franca Sebastiani, en la fotografía estuvieron Carlo Fusco, Dario Germani, Riccardo Grattarola y Ugo Lo Pinto, el elenco está compuesto por Gabriele Arena, Steven Bauer, Luigi Maria Burruano y Danny Glover, entre otros. El filme fue realizado por Encasa Entertainment, Gonella Productions y North2north; se estrenó el 5 de mayo de 2012.

## Sinopsis
David empieza a experimentar remembranzas confusas de una vida que tuvo hace mucho, ve momentos con la feroz familia Cortello en Sicilia, a la que traicionó. Esa deslealtad puede que le cueste la vida.